# Polycentropus quadrispinosus
Polycentropus quadrispinosus är en nattsländeart som beskrevs av Schmid 1964. Polycentropus quadrispinosus ingår i släktet Polycentropus och familjen fångstnätnattsländor. Inga underarter finns listade i Catalogue of Life.